# Leptura longeattenuata
Leptura longeattenuata là một loài bọ cánh cứng trong họ Cerambycidae.